# Fiona Fung
Phùng Hy Dư (giản thể: 冯曦妤; phồn thể: 馮曦妤, sinh ngày 14 tháng 12 năm 1983), còn được biết đến với tên gọi Fiona Fung, là nữ ca sĩ người Hồng Kông.

## Tiểu sử
Năm 16 tuổi, Phùng Hy Dư đã được bạn bè giới thiệu đến nhạc sĩ Hồng Kông Trần Quang Vinh. Năm 2000, cô bắt đầu thu âm tại phòng thu mới mở cửa của Quang Vinh có tên Click Music. Trong năm tiếp theo, cô đã tạo ra hơn 200 đoạn nhạc quảng cáo. Cô cũng làm việc với vai trò ca sĩ sản xuất nhạc cho các bộ phim bao gồm Vô gian đạo, Initial D, Daisy, The Warlords, và một số phim hoạt hình của hãng DreamWorks Animation.
Năm 2003, Phùng Hy Dư thể hiện ca khúc "Proud of You" làm đoạn nhạc quảng cáo. Bài "My Pride" của Dung Tổ Nhi dựa trên bài hát này. Cô cũng thể hiện "Shining Friends", ca khúc nhạc nền cho loạt phim Hearts of Fencing và "Find Your Love", ca khúc nhạc nền cho Sunshine Heartbeat. Một bài hát khác được sáng tác và thể hiện bởi Phùng Hy Dư là "Forever Friends", cũng đã có mặt trong True Colors.
Phùng Hy Dư ký hợp đồng với hãng Sony Music vào năm 2008, cho ra mắt album đầu tay của riêng mình A Little Love. Năm 2010, cô phát hành album thứ hai Sweet Melody.

## Danh sách đĩa nhạc

### Album
| Năm  | Thông tin album                                                        |
| ---- | ---------------------------------------------------------------------- |
| 2008 | A Little Love - Phát hành: 20 tháng 11 năm 2008 - Hãng đĩa: Sony Music |
| 2010 | Sweet Melody - Phát hành: 10 tháng 6 năm 2010 - Hãng đĩa: Sony Music   |

### Đĩa đơn
| Năm  | Đĩa đơn               | Vị trí xếp hạng | Vị trí xếp hạng | Vị trí xếp hạng | Vị trí xếp hạng | Vị trí xếp hạng | Album         |
| ---- | --------------------- | --------------- | --------------- | --------------- | --------------- | --------------- | ------------- |
| Năm  | Đĩa đơn               | 903             | RTHK            | 997             | TVB             | MOOV            | Album         |
| 2008 | "陽光‧雨"             | 12              | 7               | —               | 3               | —               | A Little Love |
| 2008 | "幸運兒"              | —               | 17              | 8               | 3               | —               | A Little Love |
| 2009 | "U Are My Everything" | —               | 15              | 5               | 9               | —               | Sweet Melody  |
| 2010 | "如果…陽光"           | 7               | 3               | 12              | —*              | —               | Sweet Melody  |
| 2010 | "遠視"                | 7               | 3               | —               | —*              | —               | Sweet Melody  |

- * Đĩa đơn không được xếp hạng do bất đồng giữa Sony Music Entertainment và TVB

### Xuất hiện trong album khác
| Thông tin album | Bài hát tham gia                      |
| --- | ------------------------------------- |
| TV Magic - Nghệ sĩ: Nhiều nghệ sĩ - Phát hành: Tháng 10 năm 2003 - Hãng đĩa: BMG                                        | - "Shining Friends" - "Proud of You"  |
| Romancing Hong Kong Original Soundtrack - Nghệ sĩ: Nhiều nghệ sĩ - Phát hành: Tháng 1 năm 2004 - Hãng đĩa: Warner Music | - "Starfish"                          |
| Sunshine Heartbeat Soundtrack - Nghệ sĩ: Nhiều nghệ sĩ - Phát hành: 9 tháng 12 năm 2004 - Hãng đĩa: Warner Music        | - "Find Your Love"                    |
| TV Magic II - Nghệ sĩ: Nhiều nghệ sĩ - Phát hành: 13 tháng 12 năm 2004 - Hãng đĩa: BMG                                  | - "True Colors" - "An MTR Love Story" |
| We Love Scout - Nghệ sĩ: Nhiều nghệ sĩ - Phát hành: Nov 2009                                                            | - "開心小狼隊"                        |
| Artistic Feminine Voice - Nghệ sĩ: Nhiều nghệ sĩ - Phát hành: 22 Mar 2010 - Hãng đĩa: Sony Music                        | - "遙遠的…"                           |

## Hòa nhạc
- Jordan X Ekin Concert (vai trò khách mời)
  - Ngày: 31 tháng 7 năm 2004
  - Địa điểm: Trung tâm Triển lãm và thương mại quốc tế Hồng Kông
- Fiona Fung Live 2010
  - Ngày: 11 tháng 6 năm 2010
  - Địa điểm: Trung tâm Triển lãm và thương mại quốc tế Hồng Kông
- 陳柏宇x馮曦妤mini live音樂會
  - Ngày: 14 tháng 8 năm 2010
  - Địa điểm: Trung tâm Triển lãm và thương mại quốc tế Hồng Kông